# Victoria Gouramma
Victoria Gouramma, född 1841, död 1864, var en indisk prinsessa. 
Hon var dotter till kung Chikka Virarajendra av Coorg. Hennes fars kungarike annekterades av britterna år 1834, och han hölls under husarrest i Benares på brittiskt understöd. Han besökte 1852 England för att ansöka om att återfå sitt rike.
Hennes far lämnade henne i drottning Viktorias vård som fosterbarn vid sitt hov. Hon såg till att hon konverterade, och vid sitt dop 1852 fick hon namnet Victoria. Victoria gav 1858 Lena, Lady Login att finna en make åt henne. Duleep Singh ansågs lämplig. När det misslyckades försökte man förgäves hitta en europeisk prins som var villig. Till slut gifte hon sig 1860 med generallöjtnant John Campbell. Paret fick en dotter. Hon avled i tuberkulos.